# Ixothraupis rufigula
La tangara golirrufa (en Ecuador) (Tangara rufigula), también denominada tangará barbirrufa (en Colombia) o tángara de garganta rufa, es una especie de ave paseriforme de la familia Thraupidae, perteneciente al  género Ixothraupis, anteriormente situada en Tangara. Es nativa del noroeste de América del Sur.

## Distribución y hábitat
Se distribuye por la pendiente del Pacífico de la cordillera de los Andes, desde el noroeste de Colombia (sur de Chocó hasta el oeste de Ecuador (al sur hasta El Oro).
Esta especie es considerada bastante común pero local, en sus hábitats naturales: el dosel y  los bordes de selvas húmedas montanas, principalmente entre los 600 y 1200 m de altitud, pero puede llegar hasta los 2000 m en Colombia.

## Sistemática

### Descripción original
La especie I. rufigula fue descrita por primera vez por el zoólogo francés Charles Lucien Bonaparte en 1851 bajo el nombre científico Tanagrella rufigula; su localidad tipo es: « Calacali, 12 millas [c. 20 km] norte de Quito, Ecuador.».

### Etimología
El nombre genérico femenino Ixothraupis se compone de la palabras griegas «ixos»: muérdago, y «θραυπίς thraupis»: pequeño pájaro desconocido mencionado por Aristóteles, tal vez algún tipo de pinzón; en ornitología thraupis significa «tangara»; y el nombre de la especie «rufigula» se compone de las palabras del latín  «rufus»: rufo, rojizo, y  «gula» garganta, en referencia al color rufo de la garganta de la especie.

### Taxonomía
Los amplios estudios filogenéticos recientes demuestran que la presente especie es hermana de un clado formado por Ixothraupis punctata e I. guttata + I. xanthogastra. Es monotípica.
Varios estudios filogenéticos recientes demostraron que el numeroso y amplio género Tangara era polifilético. Para las especies entonces denominadas Tangara punctata, T. guttata, T. xanthogastra, T. varia y la presente, que quedaban aisladas de las llamadas «tangaras verdaderas», Burns et al. (2016) propusieron  resucitar el género Ixothraupis. El Comité de Clasificación de Sudamérica (SACC), en la propuesta N° 730 parte 19 aprobó esta separación, en lo que fue seguido por el Congreso Ornitológico Internacional (IOC) y Clements checklist/eBird. Otras clasificaciones como Aves del Mundo (HBW), Birdlife International (BLI) y el Comité Brasileño de Registros Ornitológicos (CBRO) continúan a incluirlas en Tangara, con lo cual las cinco especies conservan su nombre anterior.